# 大韓航空015便着陸失敗事故
大韓航空015便着陸失敗事故は、1980年11月19日に大韓民国・ソウル特別市の金浦国際空港で発生した航空事故である。事故原因は濃霧による視界不良のために、パイロットが目測を誤って滑走路の手前に着地してしまい、アンダーシュートになったことにあったとされている。

## 事故の経緯
1980年11月19日、大韓航空015便はボーイング747-200B旅客機（機体記号：HL7445、1979年製造）で運航されており、ロサンゼルス発アンカレッジ経由のソウル便であった。フライトプラン上の定刻は午前7時20分（現地時間、日本時間も同じ）であったが、当時のソウルの金浦空港は濃い朝霧に覆われており、視界も800mから1000mしかなかった。
このような状態の中で着陸進入したが、運航乗務員が高度を早く下げすぎたために、滑走路手前90mの堤防に降着装置が衝突。降着装置が機体後部の貨物室を直撃し、機体は反動で滑走路に叩きつけられた。015便は胴体着陸したかのような状態で2kmにわたり滑走路を移動し停止した。機体は停止後に出火したが、燃料が少なく、脱出する時間的余裕があったため多くの乗員乗客が緊急脱出に成功した。しかしその後機体は完全に焼失し、韓国初のボーイング747の全損事故となった。
この事故で乗員乗客226名のうち15名（乗員6名、乗客9名）が死亡した。乗客のうち日本人は82名で、そのうちの77名は関西の旅行会社が企画したアメリカ西海岸ツアーの団体客であり、うち女性1名が犠牲になった。